# ناتاشا بيج
ناتاشا بيج (بالإنجليزية: Natasha Page)‏ هي مجدفة بريطانية، ولدت في 30 أبريل 1985 في غلوستر في المملكة المتحدة.

## وصلات خارجية
- ناتاشا بيج على موقع الاتحاد الدولي للتجديف (الإنجليزية)
- ناتاشا بيج على موقع اللجنة الأولمبية الدولية (الإنجليزية)
- ناتاشا بيج على موقع أوليمبيديا (الإنجليزية)
- ناتاشا بيج على موقع اللجنة الأولمبية البريطانية (الإنجليزية)